# 원권
"원권"(猿拳)은 한국에서 제작된 김정용 감독의 1980년 영화이다. 전우열 등이 주연으로 출연하였고 유옥추 등이 제작에 참여하였다.

## 출연

### 주연
- 전우열
- 김명아
- 국정환
- 김욱

## 기타
- 조명: 정경희
- 녹음: 김병수
- 미술: 도용우